# كريس دالكويست
كريس دالكويست (بالإنجليزية: Chris Dahlquist)‏ هو لاعب هوكي الجليد أمريكي، ولد في 14 ديسمبر 1962 في فريدلي في الولايات المتحدة.

## وصلات خارجية
- كريس دالكويست على موقع دوري الهوكي الوطني (الإنجليزية)
- كريس دالكويست على موقع EliteProspects.com (الإنجليزية)
- كريس دالكويست على موقع HockeyDB.com (الإنجليزية)
- كريس دالكويست على موقع Hockey-Reference.com (الإنجليزية)